# エヴドキヤ・ブルガルスカ
エヴドキヤ・アウグスタ・フィリッピナ・クレメンティナ・マリヤ・ブルガルスカ（ブルガリア語: Евдокия Аугуста Филипина Клементина Мария Българска,英語: Evdokia Bulgarska,オランダ語: Eudoxia van Bulgarije, 1898年1月5日 - 1985年10月4日）は、ブルガリア王フェルディナントとその最初の妻であったブルボン＝パルマ家の公女マリーア・ルイーザの間の長女。

## 生涯
エヴドキヤは若くして即位した兄王ボリス3世の信頼篤く、その相談役でもあった。また1917年に継母のエレオノーレが亡くなってから、1930年にボリス3世がイタリア王女ジョヴァンナを王妃に迎えるまで、王家のファーストレディ役を務めた。エヴドキヤは生涯独身だったが、それはブルガリア人男性との身分違いの結婚を望んだが許されなかったため、という噂が根強かった。1944年9月9日に共産党政権によって逮捕されたが、後に解放されてドイツに逃れ、ヴュルテンベルク王家に嫁いでいた妹のナデジダの近くで暮らした。